# Mogadore (Ohio)
Pour les articles homonymes, voir Mogadore.
Mogadore est un village américain situé dans les comtés de Portage et de Summit, dans l'Ohio. Selon le recensement de 2010, sa population est de 3 853 habitants.